# Tvornica automobila Sarajevo
Tvornica automobila Sarajevo je tvornica u Vogošći.

## Povijest
Privredni div UNIS, čijim je dijelom tvornica, nastao je spajanjem vogošćanskog Pretisa s još nekoliko privrednih divova iz BiH. Istovremeno je Pretisov partner NSU spojio se s Audijem, a onda su obje u paketu prešli pod okrilje Volkswagena 1969. godine. Zbog prijašnjeg partnerstva, UNIS je od srbijanskog Inexa preuzeo zastupanje Volkswagena za bivšu Jugoslaviju. Godine 1969. potpisan je prvi ugovor s VW-om, čime su udareni temelji za razvoj automobilske industrije u BiH. Od 1. srpnja 1971. gradi se novu tvornicu za montažu poznate Volkswagenove "Bube", u pet faza u nizu. Tvornica je dovršena točno za godinu dana te je nastao TAS (Tvornica automobila Sarajevo). Od 1974. VW uvodi Golfove, koje je TAS već od godinu poslije. TAS je prestao proizvoditi "Bube" koncem 1976. godine.